# Oberried (Breisgau)
Oberried ist eine deutsche Gemeinde im Landkreis Breisgau-Hochschwarzwald des Landes Baden-Württemberg.

## Geographie

### Geographische Lage

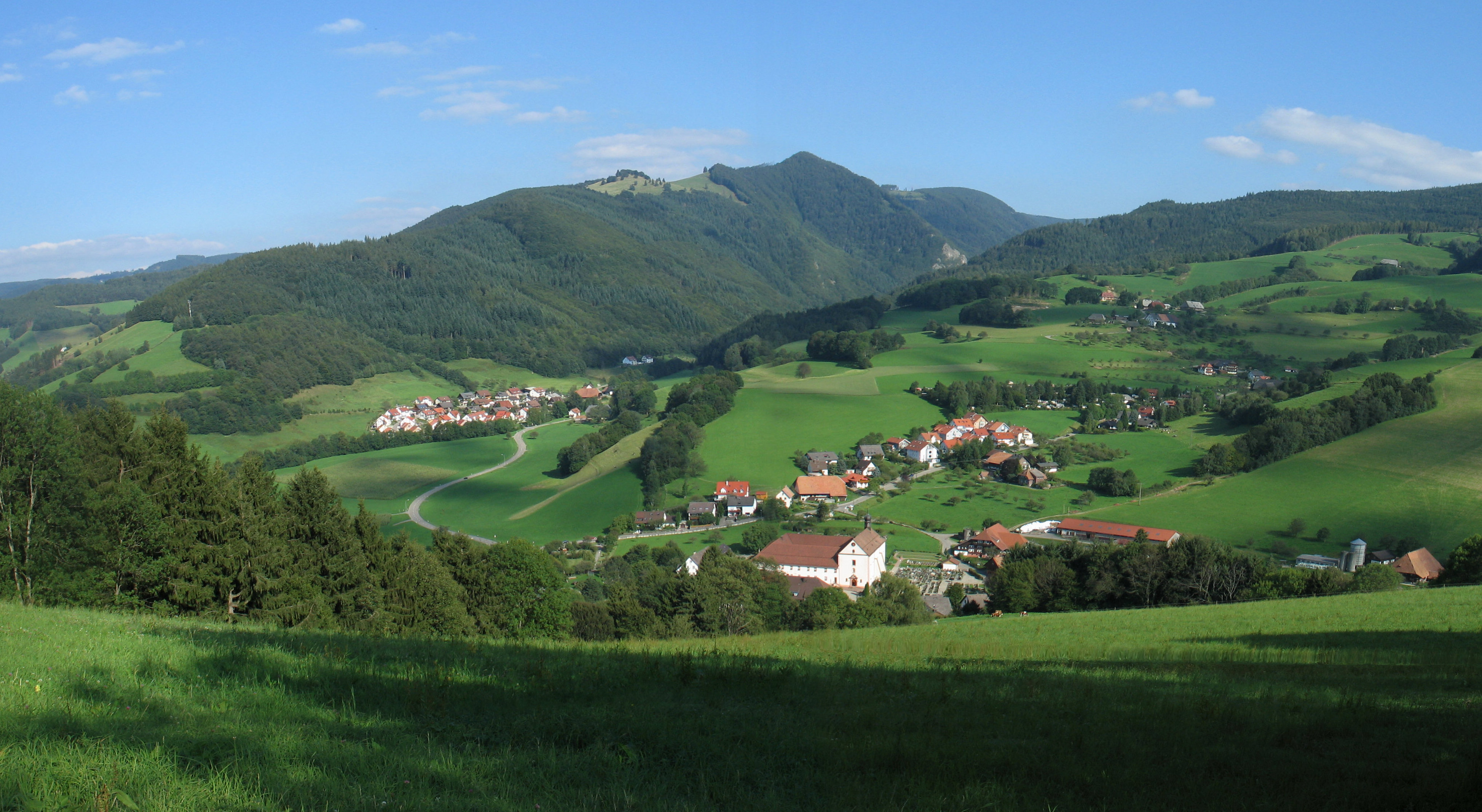
Blick vom Goldberg auf Oberried und ins Zastlertal

Oberried liegt im südlichen Dreisamtal und zieht sich mit seinem Gemeindegebiet bis zu den höchsten Bergen des Schwarzwalds: Feldberg, Toter Mann, Hinterwaldkopf und Schauinsland. Das Oberrieder Tal mit seinem Flüsschen Brugga im Westen zieht sich östlich vom Schauinsland hinauf bis zum Pass Notschrei. Von ihm zweigen das Zastlertal mit dem Osterbach und das St. Wilhelmer Tal nach Osten Richtung Feldberg/Toter Mann ab. Der Ortsteil Hofsgrund liegt in einer Mulde südlich des Schauinsland-Gipfels.

### Gemeindegliederung
Zur Gemeinde Oberried mit den bis zur baden-württembergischen Gemeindereform in den 1970er-Jahren selbstständigen Gemeinden St. Wilhelm, Hofsgrund und Zastler gehören 53 Dörfer, Zinken, Höfe und Häuser. Zur Gemeinde Oberried in den Grenzen von 1973 gehören das Dorf Oberried, der Gemeindeteil Weilersbach und die Zinken Geroldstal, Hintertal, Obertal und Vörlinsbach. Zur ehemaligen Gemeinde St. Wilhelm gehören die Zinken Katzensteig und Wittenbach, das Gehöft Gfällmatte und die Wohnplätze Erlenbach(erhütte), Hinterer Schneeberg, Schmelzplatz, Steinwasen (teilweise auch zum Gemeindeteil Schauinsland), Stübenwasen, Vorderer Schneeberg und Vordertal. Zur ehemaligen Gemeinde Schauinsland gehören das Dorf Hofsgrund, die Zinken Brenden, Gegendrum, Holzarbeit, Rain, Steinwasen (teilweise auch zum Gemeindeteil St. Wilhelm) und Talbach, die Höfe Bodenmatte, Lochmatte und Poche und die Wohnplätze Halde(n) und Muggenmatte (Schneeloch). Zur ehemaligen Gemeinde Zastler gehören die Höfe Adamshof, Burghardtshof, Gassenbauernhof, Glaserhausenhof, Jockelehof und -berghaus, Mederlehof, Schweizerhaus, Schweizerhof, Stefansgütle, Stollenbacherhof und Winterhalterhof und Schmiede und die Wohnplätze Antoniushäusle, Breiterackerhaus, Bürstenholzfabrik, Försterhaus, Holzmacherhaus, Kleislehof, Krummholzengütle, Mederleberghaus, Roteck, Schulhaus, Taddäushäusle, Weilersbacher Viehhütte und Zähringerhaus. Im Gemeindeteil St. Wilhelm liegt die abgegangene Burg „Wilde Schneeburg“.

### Nachbargemeinden
Nachbargemeinden sind (im Uhrzeigersinn von Norden): Kirchzarten, Buchenbach, Breitnau, Hinterzarten und Feldberg (Schwarzwald) im Landkreis Breisgau-Hochschwarzwald, Todtnau im Landkreis Lörrach, Münstertal/Schwarzwald im Landkreis Breisgau-Hochschwarzwald sowie die Stadt Freiburg im Breisgau.

## Geschichte

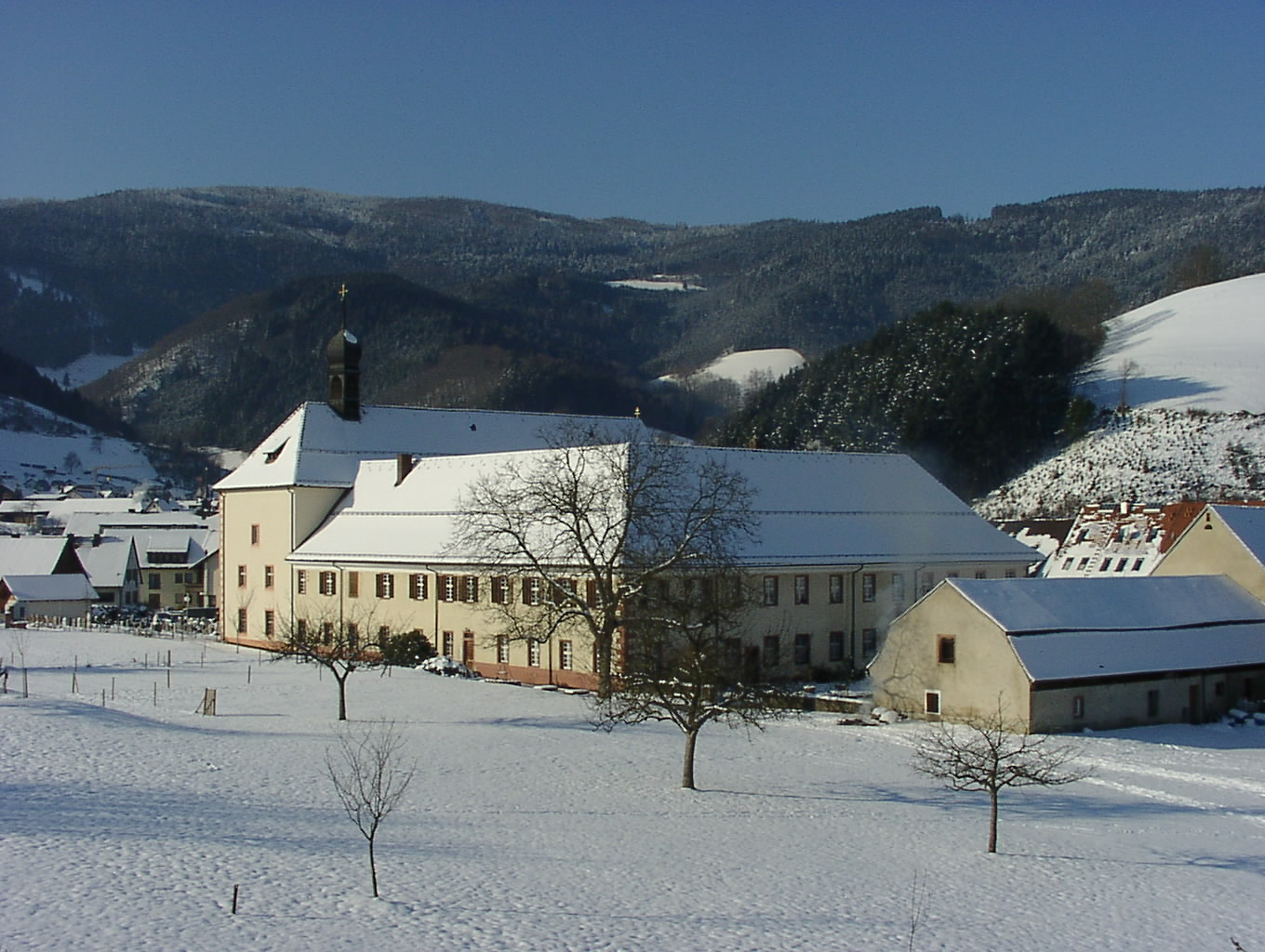
Blick auf das ehemalige Kloster im Zentrum von Oberried

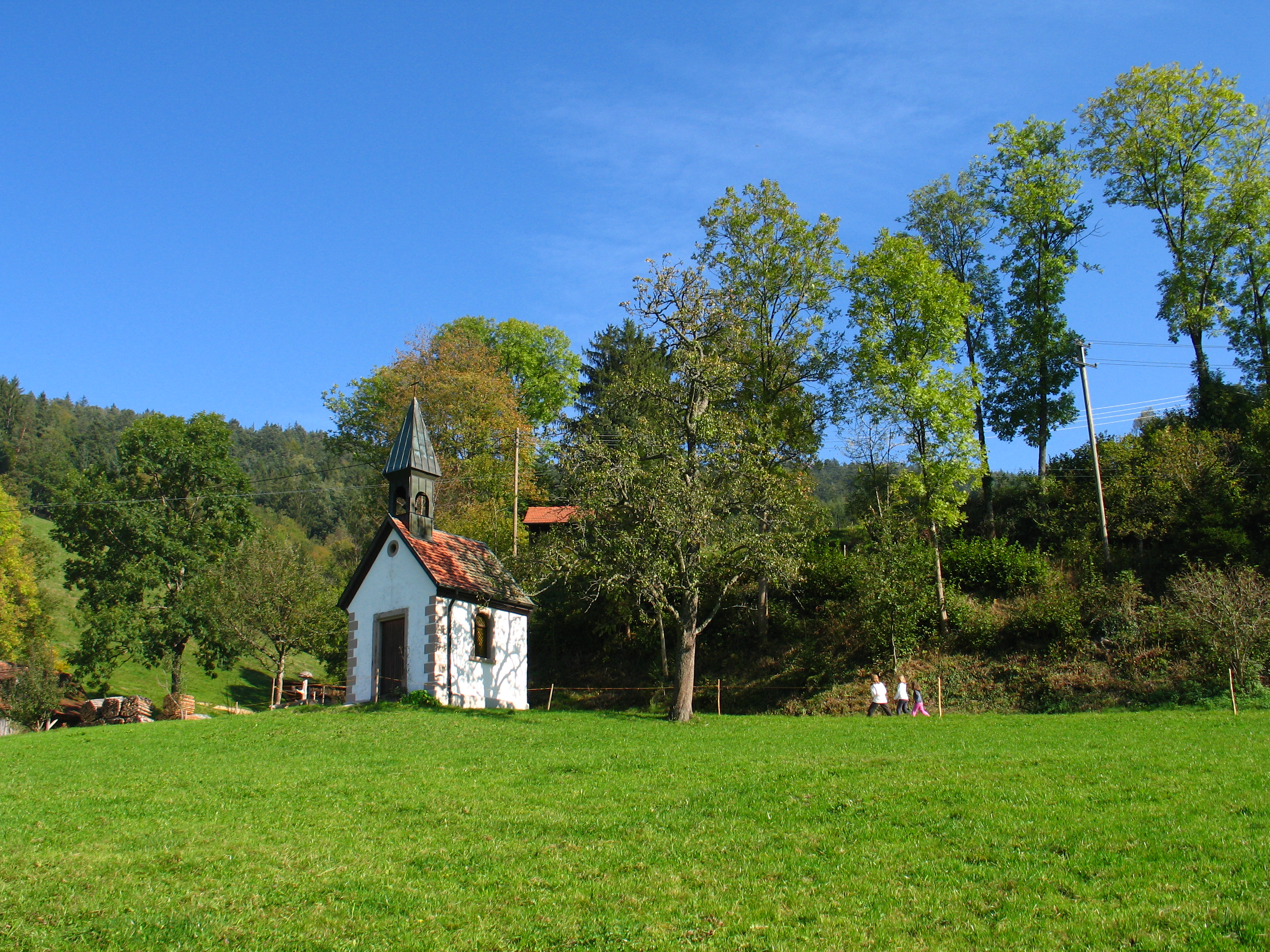
Kapelle in Oberried-Weilersbach

### Bis zum 19. Jahrhundert
Das „Tal ob dem Ried“ wurde wohl seit dem frühen 12. Jahrhundert besiedelt und war großenteils im Besitz des Klosters St. Gallen.
Im Rotulus Sanpetrinus wird am Anfang des 13. Jahrhunderts ein Besitz des Klosters St. Peter in Obirrieth erwähnt.
Auf Geheiß des Dompropsts von Straßburg, Rudolf von Tengen wurde 1237 im Wilhelmertal ein Zisterzienserinnenkloster erbaut, das durch Nonnen des Klosters Günterstal besiedelt wurde. Schon 1252 ging es an die Wilhelmiten über und wurde zunächst als Kloster St. Wilhelm, aber bereits 1308 als Kloster Oberried bezeichnet. 1342 war Johannes Geben aus der Nebenlinie der Geben-Schüser Vogt des Klosters Oberried. Nachdem die Vogteirechte über Oberried zunächst an die Schnewelins übergegangen waren, fielen sie 1496 an die Stadt Freiburg im Breisgau.
1507 verließen die Wilhelmiter das Wilhelmertal und siedelten in das Kloster St. Wilhelm in Freiburg um. Das heutige Kloster Oberried wurde nach der Zerstörung des Freiburger Wilhelmiterklosters während des Dreißigjährigen Kriegs im Wilhelmertal, wohin sich die Mönche 1682 zunächst geflüchtet hatten, im Jahre 1683 begründet, zunächst durch den Kauf des Steierthofs, der aber ebenfalls zerstört wurde. So bauten die Wilhelmiter 1684 das Kloster in Oberried und bezogen es 1687. Die barocke Klosterkirche wurde 1699 geweiht. 1724 übernahmen die Benediktiner aus St. Blasien das Kloster und führten es als Priorat weiter.
1806 fiel Oberried im Rahmen des Reichsdeputationshauptschlusses an das neu errichtete Großherzogtum Baden. Dort wurde es zunächst dem Landamt Freiburg II, ab 1819 dem vereinigten Landamt Freiburg zugeteilt.
siehe auch: Burg Oberried, Wilde Schneeburg, Burg Zasteler Stein, Kloster Oberried

### Kreiszugehörigkeit
Seit 1939 gehörte Oberried zum Landkreis Freiburg, bevor es im Zuge der Kommunalreform der 1970er Jahre zum neuen Landkreis Breisgau-Hochschwarzwald kam.

### Bevölkerungsentwicklung
| Jahr      | 1871 | 1890 | 1910 | 1925 | 1939 | 1950 | 1961 | 1970 | 1973 | 1985 | 1991 | 1995 | 2005 | 2010 | 2015 | 2021 |
| Einwohner | 1359 | 1315 | 1362 | 1431 | 1516 | 1700 | 1799 | 2075 | 2296 | 2569 | 2545 | 2611 | 2890 | 2815 | 2855 | 2833 |

Quelle: Statistisches Landesamt Baden-Württemberg

### Eingemeindungen
- 1936: Weilersbach; Hanisenhof (aus der ehemaligen Gemeinde Burg); Helmlehof (aus der ehemaligen Gemeinde Dietenbach)
- 1. Oktober 1974: Hofsgrund, St. Wilhelm, Zastler[6]

## Ortsteile
Hofsgrund ist seit 1974 ein Ortsteil der Gemeinde Oberried. Der kleine Ort mit etwa 600 Einwohnern liegt in einem Talkessel am Fuße des Schauinslands.
St. Wilhelm wurde 1266 von Johannes von Urberg eine Zweigstelle des Oberrieder Klosters gegründet. Die sich entwickelnde Siedlung um das Kloster wurde bald nach den Wilhelmiten „St. Wilhelm“ genannt. Obwohl das Kloster wohl noch bis zum Dreißigjährigen Krieg bestand, gingen die Vogteirechte 1496 an Österreich über. 1806 fiel St. Wilhelm an das Großherzogtum Baden. Dort wurde es zunächst dem Landamt Freiburg II, ab 1819 dem vereinigten Landamt Freiburg zugeteilt. Seit 1939 gehörte St. Wilhelm zum Landkreis Freiburg. Zum 1. Oktober 1974 wurde St. Wilhelm nach Oberried eingemeindet. Der Ortsteil hat etwa 260 Einwohner.

Zastler ist seit 1974 ein Ortsteil der Gemeinde Oberried. Hier leben etwa 450 Einwohner.

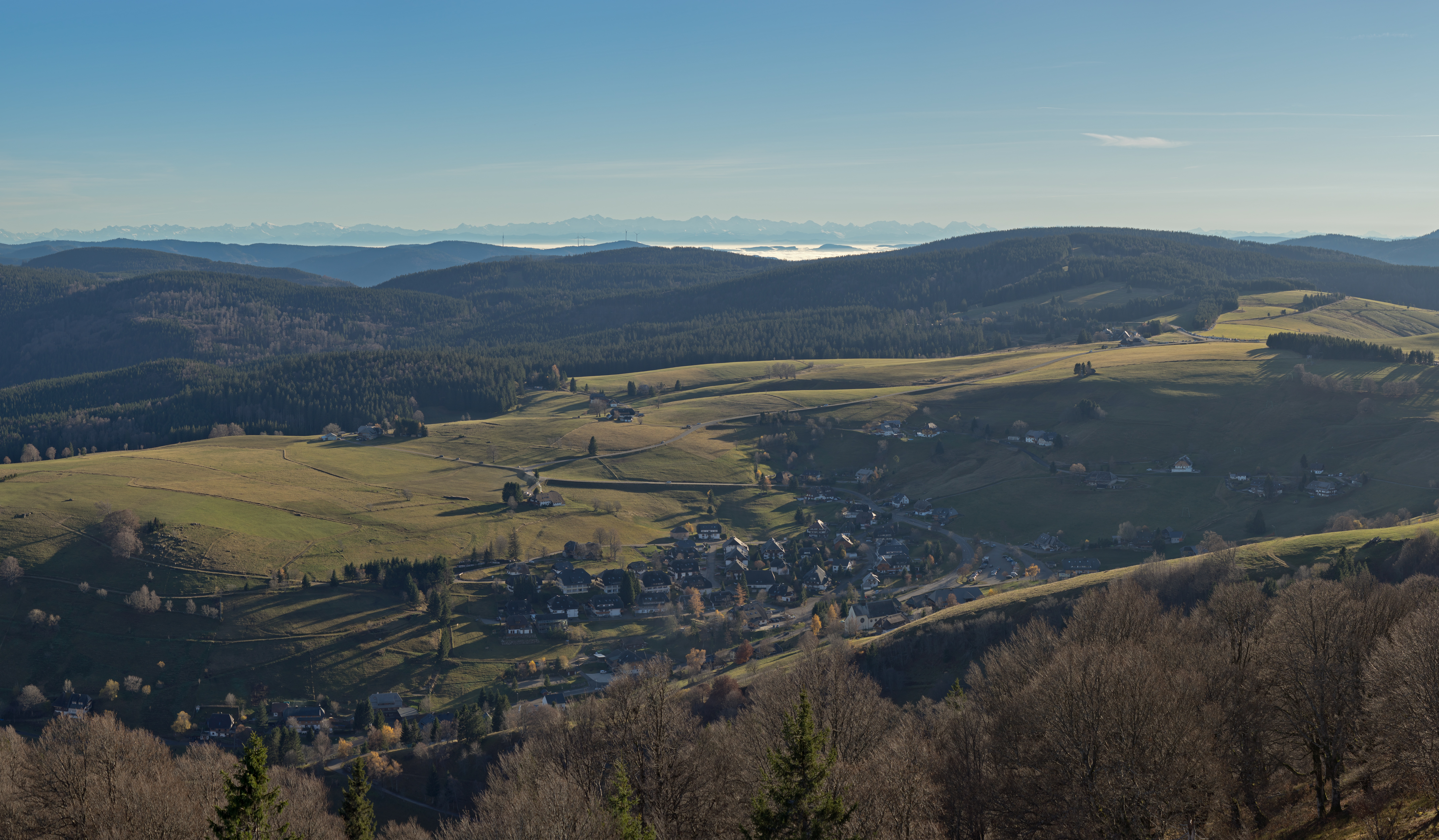
Blick vom Eugen-Keidel-Turm auf Hofsgrund; im Hintergrund die Schweizer Alpen
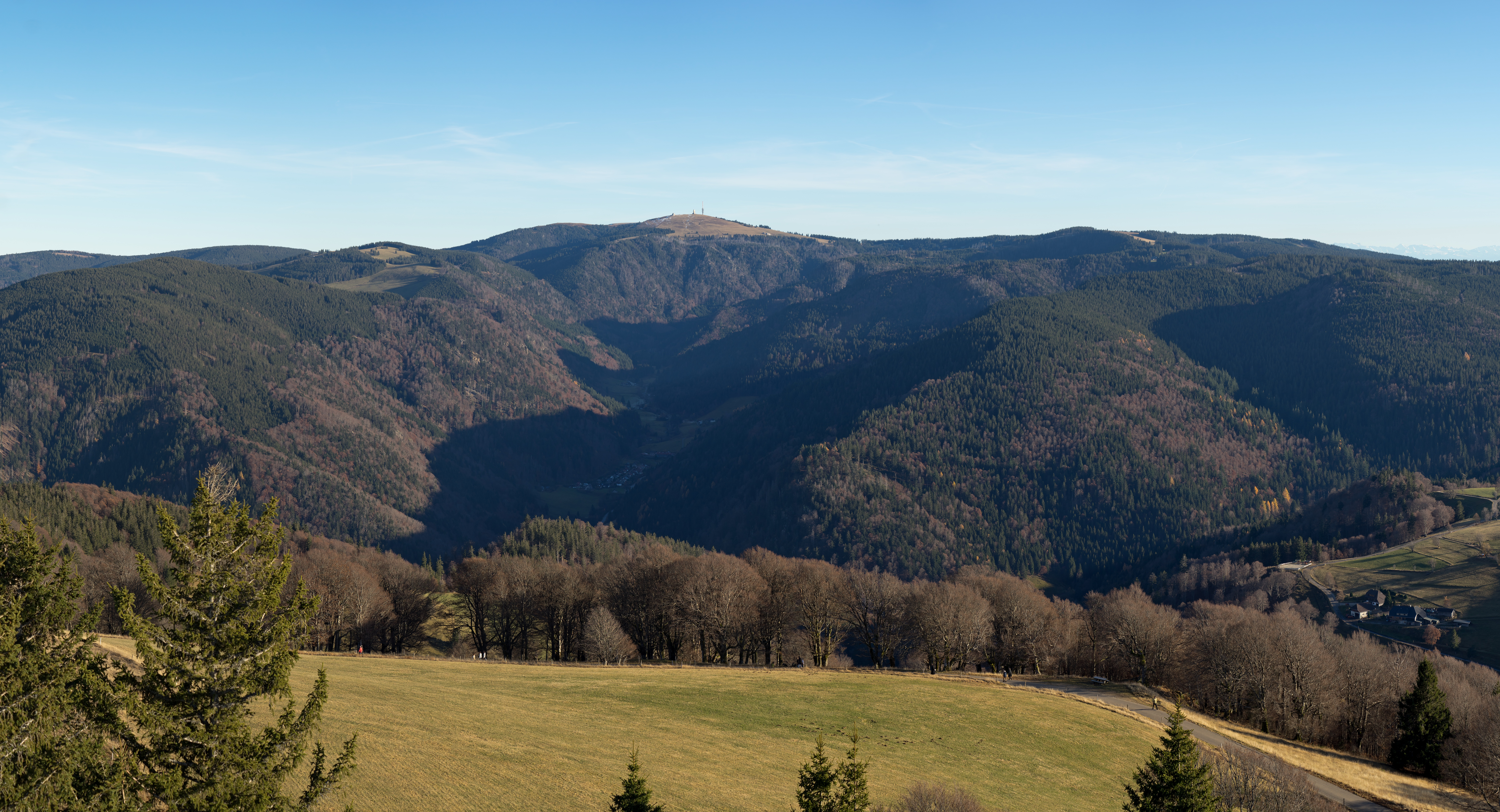
Blick vom Eugen-Keidel-Turm zum Feldberg; davor das St. Wilhemer Tal
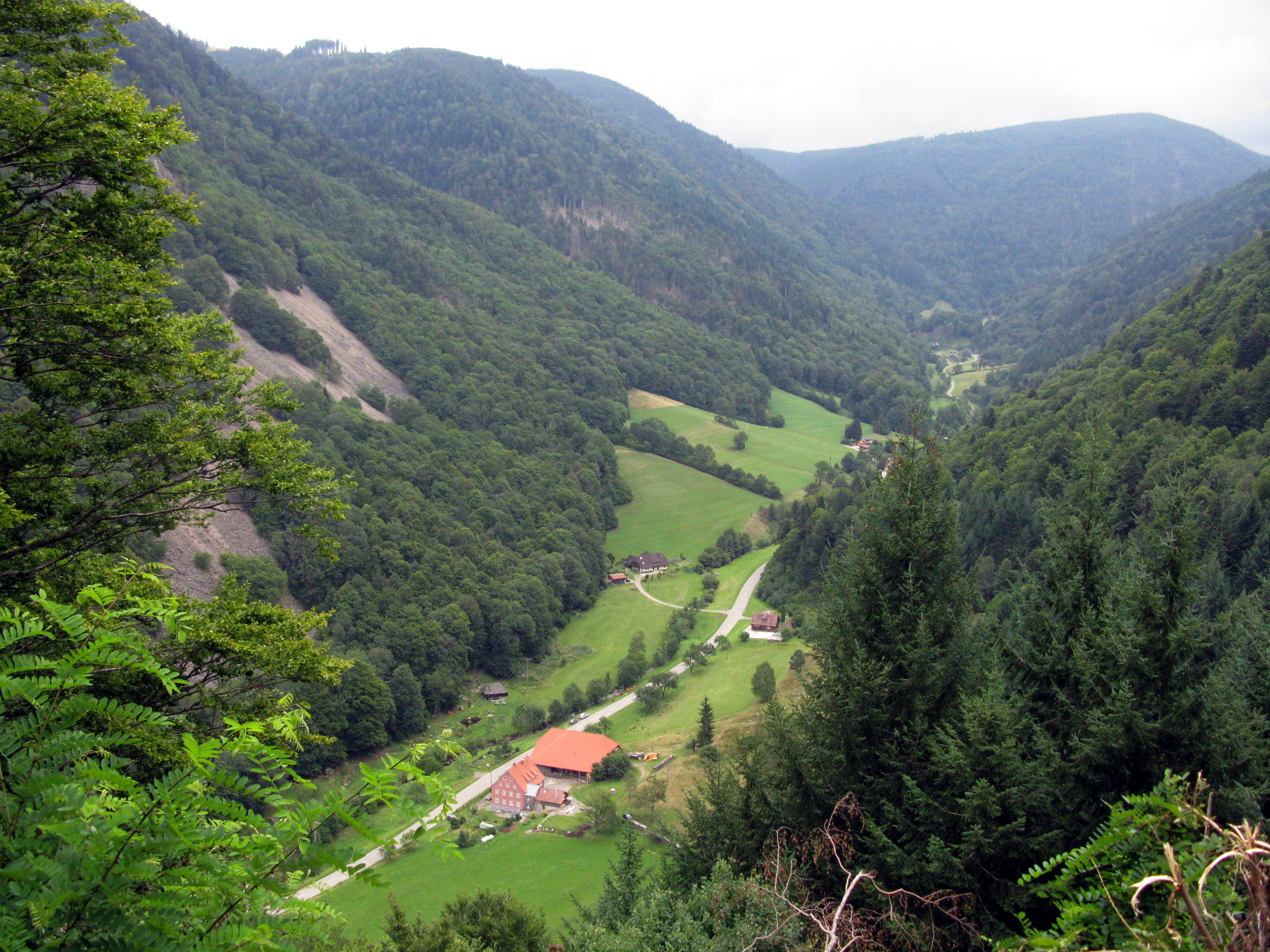
Oberried-Zastler

## Politik

### Gemeinderat
Die Kommunalwahl am 9. Juni 2024 führte bei einer Wahlbeteiligung von 76,4 Prozent (2019: 73,9 %) zu folgendem Ergebnis:
| Partei / Liste | Stimmenanteil | Sitze |
| CDU            | 50,6 %        | 6     |
| FWG            | 49,4 %        | 6     |

### Rathaus und Bürgermeister
Das Rathaus befindet sich in einem Flügel des Klostergebäudes, die beiden anderen Flügel gehören der Kirchengemeinde.
Im Januar 2013 wurde im ersten Wahlgang Klaus Vosberg zum neuen Bürgermeister gewählt. Franz-Josef Winterhalter hatte das Amt zuvor 24 Jahre bekleidet. Vosberg wurde am 17. Januar 2021 mit 66,63 % der gültigen Stimmen bei einer Wahlbeteiligung von 68,28 % im Amt bestätigt.

### Verwaltungsverband
Oberried gehört mit den Gemeinden Kirchzarten, Buchenbach und Stegen zum Gemeindeverwaltungsverband Dreisamtal mit Sitz in Kirchzarten.

### Wappen
Blasonierung: „In Rot ein aufgerichtetes silbernes (weißes) Einhorn.“
 Das Wappen orientiert sich am Wappen der Grafen von Tengen, die im Mittelalter zeitweise Lehensherren von Oberried waren. Auf Vorschlag des Badischen Generallandesarchivs entschied sich die Gemeinde 1899 für dieses Motiv. Ein voriges Gemeindesiegel zeigte ein Sensenblatt und drei Sterne.

## Wirtschaft und Infrastruktur
Der Tourismus spielt in Oberried eine nicht unbeträchtliche Rolle. Dazu tragen im Winter die Skiliftanlagen bei der Stollenbacher Hütte und in Hofsgrund sowie die Langlaufmöglichkeiten auf dem Schauinsland und um den Notschrei bei, im Sommer der Steinwasen-Park und die ausgezeichneten, teilweise anspruchsvollen Wandermöglichkeiten, etwa am Notschrei, von der Erlenbacher Hütte aus oder auf dem Alpinen Pfad.
Die Buslinie 7215 der Südbadenbus-Gesellschaft verbindet die Gemeinde einerseits mit Kirchzarten und Freiburg, andererseits auf der Landesstraße 126 über den Notschrei mit Todtnau im Wiesental. Am Bahnhof Kirchzarten besteht Anschluss zur Höllentalbahn.
Für den Radverkehr beginnt in Oberried der Dreiseenradweg, der zum Titisee, Windgfällweiher und zum Schluchsee führt und Oberried über Zastler und den Rinken mit Hinterzarten verbindet. Der Schauinslandrundweg führt zum Schauinsland und über Freiburg mit Anschluss an den FR 8 und Kirchzarten zurück nach Oberried. Der Dreisamtalradweg verbindet die Gemeinden im Dreisamtal miteinander und Oberried mit Kirchzarten mit Anschluss an den Radschnellweg nach Freiburg und den FR 1.
Oberhalb von Hofsgrund verläuft die Schauinslandstraße von Freiburg zum Notschrei.
Die 2015 gegründete Bürgergemeinschaft Oberried entwickelte für die Gemeinde eine Konzeption einer kommunal und bürgerschaftlich basierten Alterssozialagenda in Oberried. Auf der Grundlage dieses Konzepts wird seit 2020 der Ursulinenhof mit Tagespflege, selbstverantworteter Wohngemeinschaft und Sozialwohnungen betrieben. Das Modell des Ursulinenhofs erfuhr überregionale Aufmerksamkeit im Rahmen des ZDF-Weihnachtskonzerts 2023 mit dem Bundespräsidenten. Inzwischen gibt es in Umlandgemeinden Bestrebungen, eigene Projekte mit ähnlicher Konzeption auf den Weg zu bringen.

## Kultur und Sehenswürdigkeiten

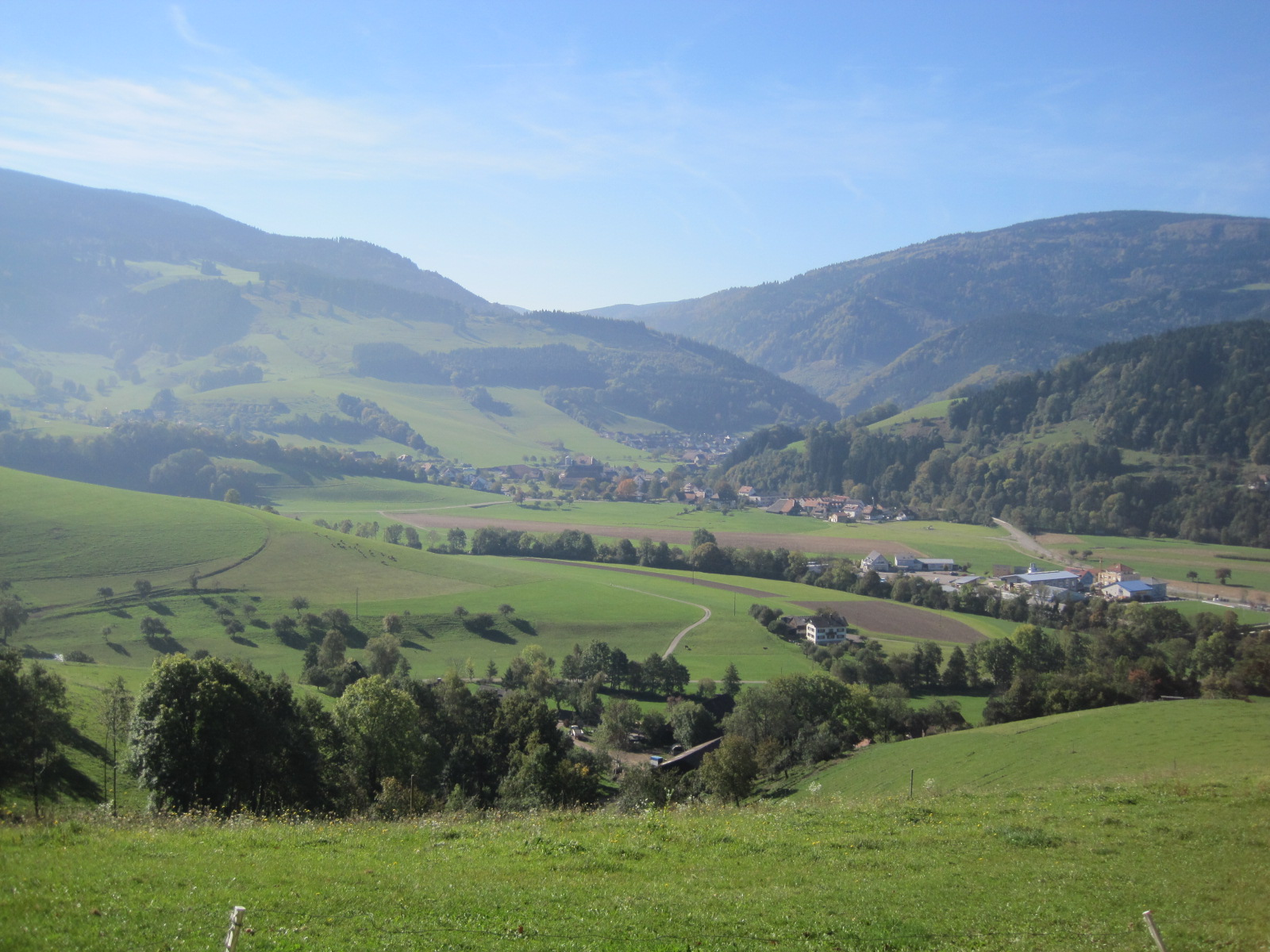
Blick auf Oberried von Kirchzarten aus

### Bauwerke

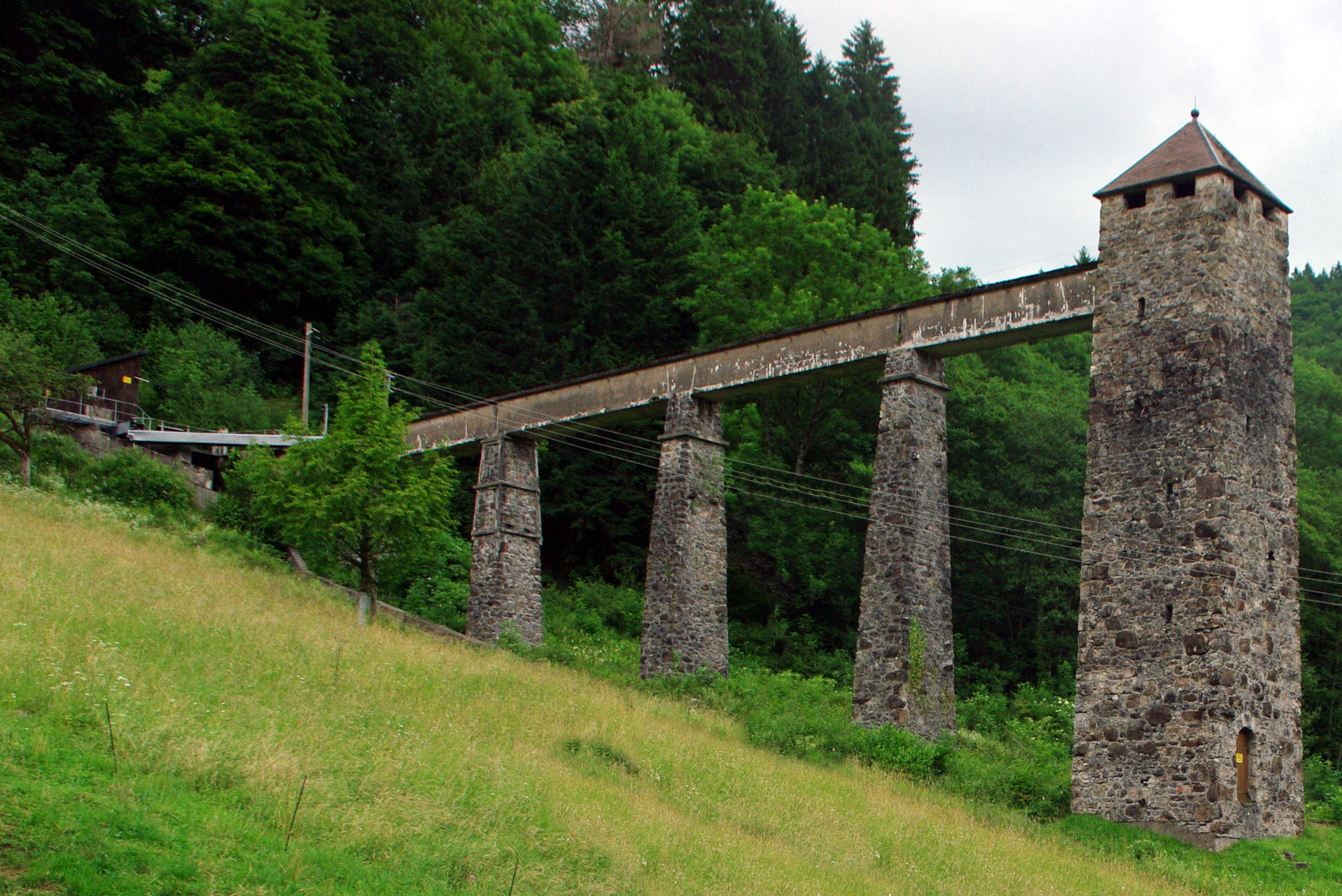
Wasserkraftwerk

- Das alte Wilhelmiten-, später Benediktiner-Kloster und die Klosterkirche, die Wallfahrtskirche Mariä Krönung, stammen vom Ende des 17. Jahrhunderts. In der Kirche befindet sich ein großes Wallfahrtkruzifix aus der Mitte des 15. Jahrhunderts.
- Der Schniederlihof im Ortsteil Hofsgrund ist ein Museum der bäuerlichen Kultur des Südschwarzwalds.
- Das Wasserkraftwerk am südlichen Ortsausgang
- Besucherbergwerk Grube Schauinsland

### Naturdenkmäler
- Schauinsland
- Steinwasen-Park mit der längsten Erlebnis-Seilbrücke der Welt (Spannweite: 218 Meter, Höhe: 30 Meter)

### Musik
Der Kulturkreis Oberried veranstaltet jährlich eine kleine Konzertreihe „Konzert im Kloster“ mit fünf bis sechs Konzerten Alter Kammermusik, die in der Wallfahrtskirche oder im Innenhof des Klosters aufgeführt werden. Wegen der besonderen Akustik werden einige Konzerte vom Rundfunk SWR2 aufgezeichnet.

### Wissenswertes
Oberhalb von Hofsgrund ereignete sich am 17. April 1936 das so genannte Engländerunglück, bei dem eine Gruppe von 27 englischen Schülern auf einer schlecht vorbereiteten Wanderung bei einbrechender Dunkelheit in Bergnot, Nebel und Schneesturm geriet und fünf der Schüler an Erschöpfung verstarben. Beherztes Eingreifen von Hofsgrunder Bewohnern verhinderte noch Schlimmeres. Erinnert wird daran mit dem Engländerdenkmal oberhalb des Ortes und mit einer Gedenktafel im Eingangsbereich der Kirche St. Laurentius.
Bei Oberried liegt der Barbarastollen. In diesem ausgedienten Silberbergwerkstollen lagert das Bundesamt für Bevölkerungsschutz und Katastrophenhilfe seit 1975, damals noch als Bundesverband für den Selbstschutz, Mikrofilmkopien wichtiger Kulturgüter ein. Die Archivierung erfolgt aufgrund der Haager Konvention zum Schutz von Kulturgut bei bewaffneten Konflikten.
In den Räumen des ehemaligen Klostergebäudes wird ein als „Klosterbibliothek“ bezeichneter Bücherschatz aufbewahrt, der den größten Teil der Schriften des Theologen, Musikwissenschaftlers und Historikers Martin Gerbert, eines einstigen Fürstabts von St. Blasien, in Originalausgaben enthält.
Jährlich im Herbst findet in Oberried eine alemannische Woche statt, die der Pflege der heimischen Mundart und des heimischen Brauchtums gewidmet ist. Einer der Höhepunkte ist der Viehabtrieb der Erlenbacher Weidegenossenschaft von der Sommerweide bei der Erlenbacher Hütte.
Zum Gemeindegebiet von Oberried gehört auch das Rappeneck mit der Rappenecker Hütte, die als Europas erste solarbetriebene Gaststätte gilt.
In Oberried wurde 2006 das erste Mal in Deutschland ein Ruheberg eingerichtet. Das Gelände befindet sich in der Nähe der Stollenbacher Hütte.

## Persönlichkeiten
- Joseph Ertel (1785–1834), Verwaltungsjurist im badischen Staatsdienst, Oberamtmann
- Eberhard Feik (1943–1994), Schauspieler (Tatort-Reihe der ARD), lebte zuletzt in Oberried-Hofsgrund, wo er 1994 nach einem Herzinfarkt verstarb.